# Henry Mayhew
Henry Mayhew (Londres, 25 de noviembre de 1812 - ibid. 25 de julio de 1887), investigador social, periodista, dramaturgo y reformista inglés, fue uno de los dos fundadores (1841) de la revista satírica y humorística Punch, además de su editor, junto a Mark Lemon, en sus inicios. Sin embargo, su fama se la debe a su labor como investigador social, debido a la extensa serie de artículos que publicó para el periódico Morning Chronicle, más tarde recogidos en la serie de libros London Labour and the London Poor (1851), un innovador estudio sobre los pobres de Londres.

## Biografía

### Primeros años
Nació en Londres. Fue uno de los siete hijos de Joshua Mayhew. Educado en Westminster School abandonó su hogar para hacerse a la mar. Sirvió entonces en la Compañía Británica de las Indias Orientales como cadete. Regresó tras varios años, en 1829 y fue pasante de un abogado en Gales. Lo dejó y comenzó a trabajar como periodista freelance. Contribuyó en el boletín The Thief para rápidamente pasar a editar el semanario Figaro in London. Mientras continuaba desarrollando su estilo, Mayhew dirigió brevemente el Queen's Theatre. Huyendo de sus acreedores, Mayhew se refugió en una pequeña posada de Erwood, un pueblo al sur de Builth Wells, en Gales.

### Punch
El 17 de julio de 1841, Mayhew cofundó la revista Punch. En su fundación, la revista fue editada conjuntamente por Mayhew y Mark Lemon. Reflejando su intención satírica y humorística, los dos editores tomaron como nombre y cabecera el nombre del títere Mr. Punch.
Punch fue un éxito inesperado, vendiendo alrededor de 6000 ejemplares por semana en los primeros años. Sin embargo, se requerían ventas de hasta 10000 números por semana para cubrir todos los costos de la revista. En diciembre de 1842, la revista se vendió a Bradbury y Evans; Mayhew renunció como editor adjunto, aunque continuo como colaborador. Mayhew finalmente cortó su conexión con la revista y escribió su último artículo en febrero de 1845. Su hermano Horace permaneció en el directorio de Punch hasta su propia muerte.

## London Labor and the London Poor
Los artículos que comprenden London Labor and the London Poor se recopilaron inicialmente en tres volúmenes en 1851; la edición de 1861 incluía un cuarto volumen sobre la vida de prostitutas, ladrones y mendigos. Este volumen adicional adoptó un enfoque más general y estadístico de su tema que los volúmenes uno a tres.
Mayhew escribió en el volumen uno: «Consideraré a todos los pobres metropolitanos en tres fases separadas, según trabajen, no puedan trabajar y no trabajen». Entrevistó a todo el mundo: mendigos, artistas callejeros, comerciantes, prostitutas, trabajadores, trabajadores de talleres clandestinos , incluso hasta los Mudlark que buscaban entre los desechos de lodo de las orillas del río Támesis y los pure-finders que recolectaban heces de perro para venderlas a los curtidores. Describió su ropa, cómo y dónde vivían, sus entretenimientos y costumbres, e hizo estimaciones detalladas del número y los ingresos de los que practicaban cada oficio. Los libros muestran lo marginal y precaria que era la vida de muchas personas en la que, en ese momento, era la ciudad más rica del mundo

## Influencia
El trabajo de Mayhew fue una influencia para los socialistas cristianos, como Thomas Hughes, Charles Kingsley y Frederick Maurice. Junto con el trabajo anterior de Edwin Chadwick, se le considera una influencia decisiva en el pensamiento de Charles Dickens.